# Schiedlberg (Gemeinde Schiedlberg)
Schiedlberg ist ein Ort im Traun-Enns-Riedelland im Traunviertel von Oberösterreich wie auch Hauptort und Ortschaft der Gemeinde Schiedlberg im Bezirk Steyr-Land.

## Geographie
Der Ort befindet sich gut 20 Kilometer südlich von Linz und etwa 12 km nordwestlich von Steyr.
Schiedlberg liegt am obersten Seilerbach (Vallabach), einem Nebenbach der Krems, im Ackerland der Traun-Enns-Platte auf um die 380 m ü. A. Höhe.
Der Ort ist ein kleines Dorf mit etwa 80 Häusern am rechten (östlichen) Ufer, mit einem Ortsteil Schiedlberg-West auf der anderen Bachseite an der Schiedlberger Straße Neuhofen–Sierning (L1372). Dort ist Schiedlberg weitgehend mit den Nachbarorten Origl und Nöstelbach verwachsen. Gegen Osten, entlang der Matzelsdorfer Straße (L1365, im Ort Hauptstraße) nach Matzelsdorf liegt noch Streubesiedlung, als Schiedlberg-Zerstreute Häuser geführt.
Die Ortschaft Schiedlberg mit etwa 110 Adressen und um die 400 Einwohnern (1. Jänner 2024: 466) umfasst auch die gegen Osten in die Talung des Sankt Marienbachs umliegenden Weiler und Rotten Stichelberg und Harraß, Enzelsdorf, Luzmannsdorf, Kenning und Falkenberg, sowie südlich Mauswinkl und Rathgasse. Nicht zur Ortschaft gehört aber Schiedlberg-West, das zur Ortschaft Thanstetten zählt. Die Ortschaft verteilt sich über alle drei Katastralgemeinden der Gemeinde.
|                                  | Oberschöfring (O, Gem. St. Marien, Bez. Linz-Land) | Weichstetten (O, Gem. St. Marien, Bez. Linz-Land) Stichelberg |
| Origl Thanstetten (O) Nöstelbach | Kompassrose, die auf Nachbargemeinden zeigt        | Goldberg (O) Harraß Matzelsdorf (O)                           |
|                                  | Mauswinkl Hilbern (O)                              | Droißendorf (O)                                               |

## Geschichte und Infrastruktur

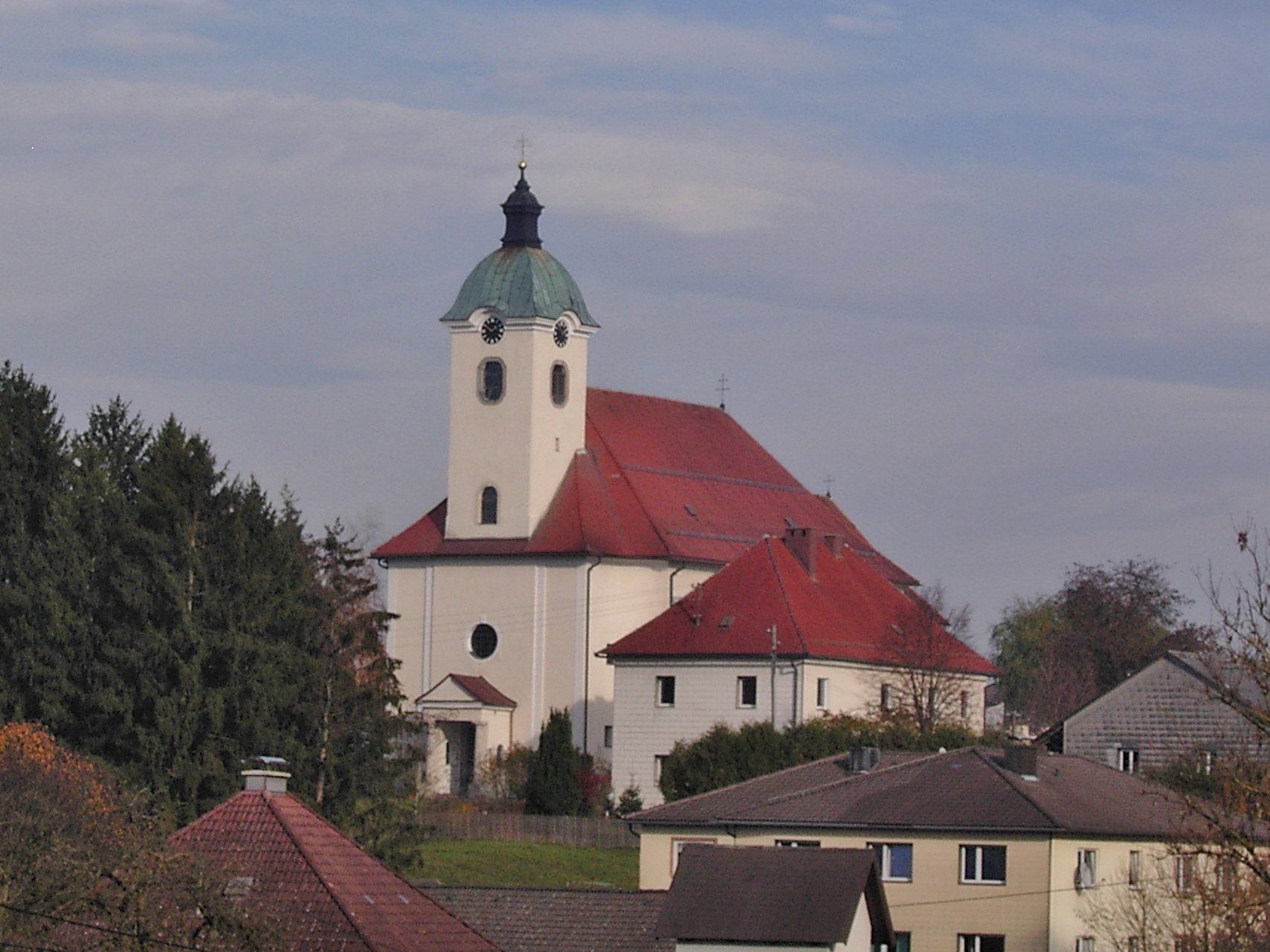
Pfarrkirche Mariä Verkündigung

Schiedlberg war bis in das 18. Jahrhundert eine kleine Steusiedlung einiger Gehöfte des Riedels zwischen Vallabach (Sinterbach, alt auch Akallabach, Nöstlbach) und Marienbach (Astenbach, Samereinerbach, auch westliche Ipf).
1786 stiftete Joseph II. eine Pfarre Than[n]stetten und eine Schule. Die Kirche wurde beim Anwesen des Gasthofs (Taverne) Am Schiedlberg bis 1790 erbaut.  Der Wirt am Schiedlberg war bis 1848 auch der Amtmann des Amts Schiedlberg der Herrschaft Gschwendt, Mit Bau der Kirche entstanden auch der Pfarrhof, der anfangs auch als Schulhaus diente (1786 bis 1788 war die Schule im Gasthaus untergebracht).
1805 wurde dann eine eigenständige Ortschaft der Pfarre geschaffen, mit Teilen der Ortschaften Thanstetten, Droißendorf und Matzelsdorf, seinerzeit 68 Nummern. 1879 wurde von der Gemeinde das ehemalige Peterederhaus erworben, und Gemeindehaus, 1888 auch Postamt. Das heutige Gemeindeamt steht neben der Schule, die 1887 gebaut und 1896 erweitert wurde.
Um 1930 hatte das Dorf 16 Adressen, davon zwei in Thanstetten. 1947 wurde die Gemeinde Thanstetten dann nach dem inzwischen wichtigeren Hauptort Schiedlberg benannt (der Ort Thanstetten heißt inzwischen Hilbern). 2001 umfasste die Ortschaft 111 Häuser, davon 86 mit Hauptwohnsitz.
Bekannt ist Schiedlberg dafür, im Frühling die öffentliche Trinkwasserversorgung für das Befüllen privater Pools zu gefährden. So kam es zum Beispiel im April 2025 am ersten warmen Wochenende zu einem Zusammenbruch des Wasserdrucks, so dass viele Haushalte zwar einen gefüllten Pool hatten, aber kein Trinkwasser mehr.

## Nachweise
- 41515 – Schiedlberg. Gemeindedaten der Statistik Austria

1. 1 2  Statistik Austria: Ortsverzeichnis 2001.
2. 1 2  Lit. Kaltenbrunner: Thanstetten. 1930, Pfarre Thanstetten und Ortschaft Thanstetten, S. 3 (eReader).
3. ↑  Lit. Kaltenbrunner, 1930, Geographisches, S. 5 f.
4. ↑  Benedikt Pillwein (Hrsg.): Geschichte, Geographie und Statistik des Erzherzogthums Oesterreich ob der Enns und des Herzogthums Salzburg. Mit einem Register, welches zugleich das topographische und genealogische Lexikon ist und der Kreiskarte versehen. Geographisch-historisch-statistisches Detail nach Distrikts-Kommissariaten. 1. Auflage. Zweiter Theil: Der Traunkreis. Joh. Christ. Quandt, Linz 1828, Distrikts-Kommissariat Sierning: Thannstätten, S. 421 f. (Google eBook). 2. Auflage 1843 (Google Book)
5. ↑  Pfarre Schiedlberg. Diözese Linz: Dekanat Steyr (abgerufen am 15. August 2018).
6. 1 2 3  Lit. Kaltenbrunner, 1930, Schiedlberg, S. 44 (eReader) – dort anschließend Häusergeschichte.
7. ↑  Lit. Kaltenbrunner, 1930, Nr. 7. Gasthof (Taverne) am Schiedlberg, S. 45 f.
8. ↑  Lit. Kaltenbrunner, 1930, Nr. 1. Pfarrhof, S. 44.
9. 1 2  Lit. Kaltenbrunner, 1930, Die Schule in Thanstetten (Schiedlberg), S. 34 ff (eReader); und Nr. 71. Schule, S. 60 (eReader).
10. ↑  Lit. Kaltenbrunner, 1930, Geschichte, S. 14 (eReader).
11. ↑  Lit. Kaltenbrunner, 1930, Nr. 55. Gemeindehaus, S. 70 (eReader).
12. ↑  https://www.meinbezirk.at/steyr-steyr-land/c-lokales/pool-fuellung-legt-wasserversorgung-lahm_a7266096
13. ↑  https://www.nachrichten.at/oberoesterreich/aerger-in-schiedlberg-volle-pools-aber-kein-trinkwasser;art4,4043311